# عالم آرثر براون المجنون (فريق روك)
عالم آرثر براون المجنون (بالإنجليزية: The Crazy World of Arthur Brown) فريق روك بريطاني لموسيقى السيكاديلك Psychedelic Rock، شكله المغني آرثر براون في عام 1967. ويضم الفريق الأصلي فينسنت كرين (أورغن هاموند وبيانو) ودراتشين ثاكر (طبول) ونيك غرينوود (باس). تميز الفريق بعزف الأورج والتوزيعات النحاسية،  والخوذة المحترقة التي كان يرتديها براون أثناء العروض الحية للفريق.
أصدر الفريق  أغنية منفردة تحت عنوان «النار Fire» في عام 1968، وبيع منها أكثر من مليون نسخة، وحصلت على جائزة الاسطوانة الذهبية أو شهادة مبيعات الموسيقى المسجلة (جائزة تمنح لفنان لتسليط الضوء على ألبوم موسيقي أو أغنية منفردة حققت عددا معينا من مبيعات النسخ) وتربعت على المرتبة الأولى في قائمة أفضل الأغاني الفردية في المملكة المتحدة وكندا، والمرتبة الثانية في قائمة الهوت بيلبورد في الولايات المتحدة، بالإضافة إلى ألبومه الأصلي «العالم المجنون لآرثر براون The Crazy World of Arthur Brown» الذي وصل إلى المرتبة الثانية في قوائم الألبومات في المملكة المتحدة ورقم 7 في الولايات المتحدة.
في أواخر الستينيات، أرتفعت شعبية فريق «عالم آرثر براون المجنون»، وبعد نجاح أغنية «النار» أصبحت تشير الصحافة للفريق بأنه «إله الجحيم» في إشارة إلى كلمات الصراخ الافتتاحي للأغنية، وهو لقب موجود حتى يومنا هذا.

## أعضاء الفريق
آرثر براون: غناء رئيسي (1967–1970، 2000 إلى الوقت الحاضر)
زد ستار: غناء رئيسي ودعم غناء، وجيتار، ولوحات مفاتيح، وإيقاع (2000 إلى الوقت الحاضر)
لوسي ريجكرتوفا: لوحات المفاتيح (2000 إلى الوقت الحاضر)
جيم مورتيمور: جيتار باس، ودعم غناء، وجيتار (2000 إلى الوقت الحاضر)
صامويل ووكر: طبول، ودعم غناء (2000 إلى الوقت الحاضر)
مالكولم ديك: فنان رقمي، وعرض فيديو (2000 إلى الوقت الحاضر)
نينا غرومنياك: جيتارات (2011 إلى الوقت الحاضر).

## ألبومات الفريق
عالم آرثر براون المجنون (1968) The Crazy World of Arthur Brown
الأرض الغريبة (تسجل 1969 وصدر 1988) Strangelands
محب التانترا (2000) Tantric Lover
جناح مصاص دماء (2003) Vampire Suite
صوت الحب (2007) Voice of Love
زم زام زم (2013) Zim Zam Zim
الفودو الغجري (2019) Gypsy Voodoo

## وصلات خارجية
https://www.allmusic.com/album/the-crazy-world-of-arthur-brown-mw0000312183 عالم آرثر براون المجنون (فريق روك)
https://www.discogs.com/artist/280200-The-Crazy-World-Of-Arthur-Brown عالم آرثر براون المجنون (فريق روك)
https://www.imdb.com/name/nm11399028/ عالم آرثر براون المجنون (فريق روك)
https://thegodofhellfire.com/ عالم آرثر براون المجنون (فريق روك)